# Prime (команда)
Prime — бывшая корейская киберспортивная команда по StarCraft II, основанная в 2010 году. В 2012 году команда завоевала чемпионский титул на Global StarCraft II Team League Season 1. В 2015 году, после скандала с договорными матчами, команда была расформирована.

## История

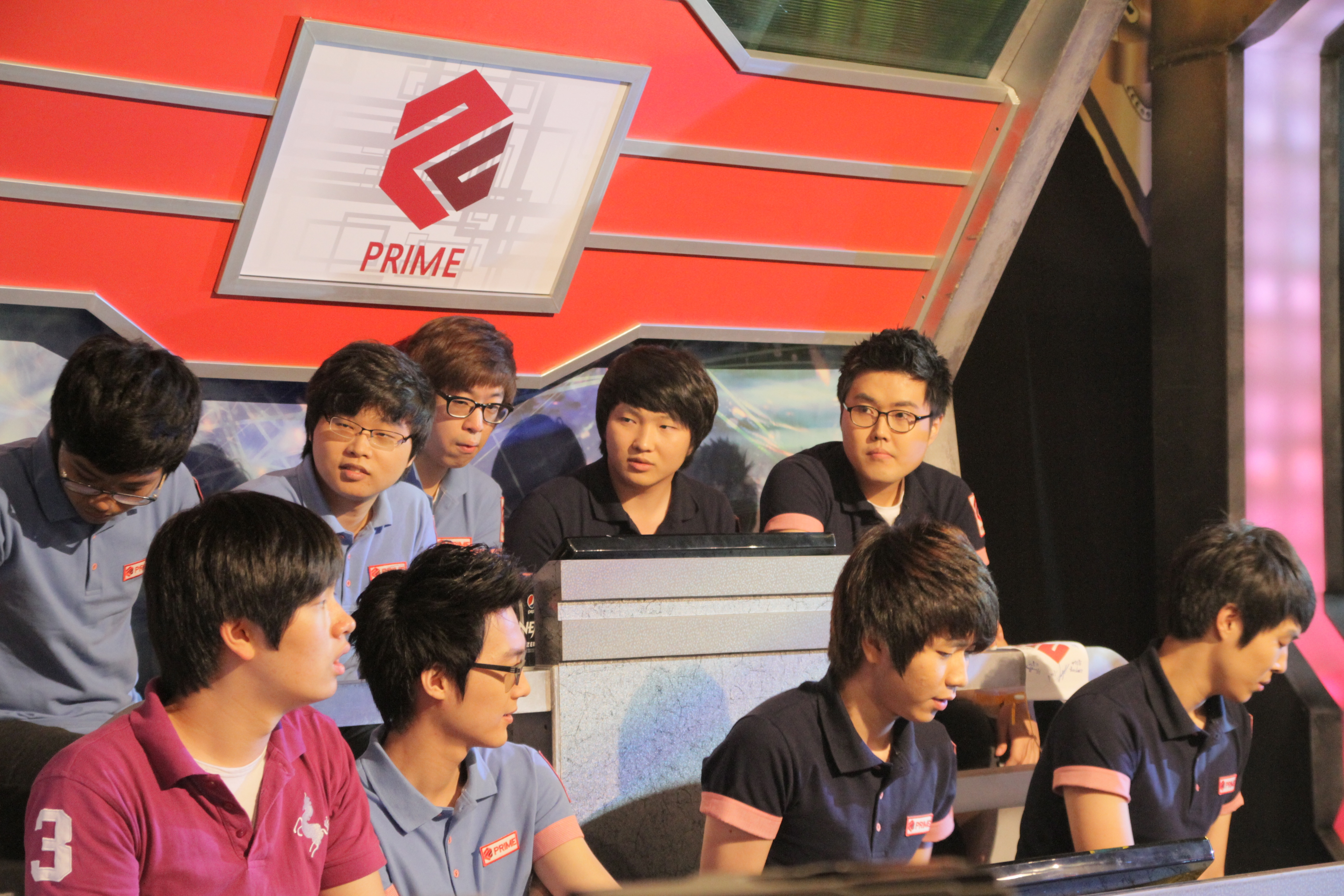
Состав команды в 2011 году

Команда была создана в октябре 2010 года после выхода StarCraft II: Wings of Liberty. Изначально команду финансировала китайская организация World Elite, однако позже сотрудничество было прекращено и спонсорами команды стали Tt Esports и OCZ Technology.
Первого серьёзного достижения — третьего места на Brainbox Team Invitational — команда добилась в 2010 году. Чемпионом тогда стала команда Old Generations. В 2011 году команда дошла до финала GSTL Season I, однако чемпионство досталось команде MVP. В 2012 году Prime завоевала 4 титула: KSL Team League January, IPL Team Arena Challenge 2, Global StarCraft II Team League Season 1 и KSLTeam League Season I, в последних двух одержав в финале победу над командой StarTale.
Команде принадлежала учётная запись Optimus, которая вместе с названием команды образовывала имя персонажа «Трансформеров» Оптимуса Прайма. Право выступать под этой записью передавалось киберспортсмену, одержавшему победу на турнирах GSL. Так, в 2011 году под ней выступал Чхве «Polt» Сун Хун, а в 2012 — Ли «MarineKing» Чан Хун.
23 февраля 2015 года к команде присоединился Хван «KeeN» Кё Сок.
20 июля 2015 года команду покинул Чан «Creator» Хён У. 18 октября того же года команду покинули Хван «KeeN» Кё Сок и Пён «ByuN» Хён У. 19 октября в Южной Корее прогремел скандал, связанный с договорными матчами в соревнованиях по StarCraft II, по результатам которого было выдвинуто 12 подозреваемых, 9 из которых в августе-октябре 2015 года было арестовано. Среди арестованных был главный тренер Prime, Пак «Gerrard» Весик, и два киберспортсмена команды — Чхве «YoDa» Бён Хён и Чхве «BBoong» Йонг Хёк. По данным полиции, брокеры сначала жертвовали команде небольшие суммы, чтобы заработать доверие Пака, а затем предложили ему организовать договорные матчи. Пак договорился с киберспортсменами, каждый из которых успешно провёл один договорной матч. В дальнейшем брокеры работали напрямую с киберспортсменами. Тренер и спортсмены были осуждены на 18 месяцев тюремного заключения, однако в дальнейшем наказание было заменено на три года условного заключения. Кроме того, YoDa, Gerrard и BBoong выплатили штрафы в 30, 10 и 5 миллионов вон соответственно.
2 декабря 2015 года команда объявила о прекращении своей деятельности.

## Состав
Ключевые игроки:
- Ли «MarineKing» Чан Хун
- Чан «Creator» Хён У
- Пён «ByuN» Хён У
- Чо «Maru» Сон Чу

## Достижения
- 2010 Brainbox StarCraft II Team Invitational (3 место)[1]
- 2011 Global StarCraft II Team League Season 1 (2 место)[1]
- 2012 KSL Team League — January (1 место)[1]
- IPL Team Arena Challenge 2 (1 место)[1]
- 2012 Global StarCraft II Team League Season 1 (1 место)[1]
- 2012 KSL Team League Season 1 (1 место)[1]